# Heuliez GX 417
L'Heuliez GX 417 est un autobus articulé urbain à plancher bas. Fabriqué et commercialisé par le constructeur français Heuliez Bus et en collaboration avec Volvo de 1995 à 2000, il était le premier autobus articulé à plancher surbaissé fabriqué par un constructeur français. La version courte et les versions standards ont également été disponibles, nommées GX 117, GX 217 et GX 317. Il fait partie de la gamme Access'Bus.
Il a été lancé avec un moteur Diesel ayant la norme européenne de pollution Euro 2. Une version GNV était également disponible.
Le GX 417 remplace l'Heuliez GX 187 et a été remplacé par l'Heuliez GX 427.

## Historique

### Histoire du modèle

#### Début de la production
En 1995, Heuliez Bus a comme projet un autobus articulé, surbaissé tout comme le GX 317 en production depuis l'année précédente. Ce bus remplacerait l'Heuliez GX 187, en production depuis 1984, soit 11 ans. Pour ce véhicule, Heuliez Bus s'allie avec Volvo, contrairement au GX 317 et GX 187 ou Heuliez Bus s'est alliée avec Renault Trucks. L'entreprise suédoise fournit le châssis du véhicule et le moteur Volvo DH 10 A, 6 cylindres diesel avec un turbocompresseur, d'une puissance de 285 chevaux, respectant la norme Euro 2. Le modèle est équipé d'une boîte automatique, soit Voith Diwa soit ZF 4HP590, à 3 ou 4 rapports. Il s'agit du premier modèle d'articulé Heuliez Bus proposant une quatrième porte en option. La production du modèle commence en 1995, les premiers GX 417 sont livrées à Tours (Fil Bleu) en janvier 1996. En 1996, une version standard du GX 417, le GX 217 est produit en partenariat avec Volvo. Celui-ci a une longueur de 12 mètres et propose deux motorisations, diesel et GNV, contrairement au GX 317, qui propose alors, seulement une motorisation diesel. Durant l'année 1996, plusieurs villes acquiert des GX 417, c'est le cas des villes d'Amiens, Besançon, Caen, Le Havre, Nantes et Tours. Durant cette année, la production du GX 187 s'arrête 12 ans après le début de sa commercialisation, le GX 417 est alors le seul autobus articulé produit par Heuliez Bus.

#### Commercialisation de l'Agora L, baisse des productions
Durant l'année 1997, de nouveaux GX 417 dont deux pour la RATP, La Rochelle et Clermont-Ferrand en acquièrent aussi durant l'année 1997. Mais durant cette année, Renault Trucks, lance la production de l'Agora L, version articulée de l'Agora S en production depuis 2 ans, qui devient alors un concurrent du GX 417. Durant l'année 1998, la production baisse notamment à la suite du début de la production de l'Agora L. Malgré cela, des villes ayant acquis des GX 417, les années précédentes en commandent d'autres, c'est le cas des villes de Caen, Amiens et Clermont-Ferrand. Durant cette année, seule la ville de Quimper acquiert un GX 417, un exemplaire, pour la première fois. L'année 1999 voit le nombre de véhicules commandés chuter lourdement, seuls 14 exemplaires sont produits contre 25, en 1998 et 32 en 1997. En juillet 1999, les deux derniers GX 417 diesel sont produits pour la ville du Havre. En septembre 1999, le dernier véhicule diesel livré à son réseau est un GX 417, ancien véhicule de démonstration, acquis par la ville de Quimper, un an après son premier véhicule acquis.

#### Tentative de relance avec un modèle GNV et fin du modèle
Pour relancer les commandes, Heuliez Bus, présente en novembre 1999, aux XVIIes rencontres nationales du transport public, une version GNV du modèle équipée d'un moteur Volvo GH 10 B, turbocompressé de 285 chevaux, tout comme la version diesel. Cette version est reconnaissable à sa bosse "longue bosse" présente sur le toit et abritant les bouteilles de gaz. Durant la fin de l'année 1999 et jusqu'à décembre 2000, 34 GX 417 GNV seront produits pour le réseau STAN de la ville de Nancy, aucun autre réseau ne commandera de GX 417, que ces soit la version diesel ou GNV. Les derniers GX 417 produits sont des versions GNV, livrés à Nancy, en décembre 2000. À la fin de l'année 2000, un an après le début de la commercialisation du modèle GNV et cinq ans après celui du diesel, le GX 417 est totalement arrêté, l'année suivante le GX 217 sera lui aussi arrêté, ainsi que la collaboration entre Volvo et Heuliez Bus. La marque française ne proposa plus d'articulé jusqu'en 2007 et le début de la production de son successeur, le GX 427. Finalement, ce modèle se sera vendu à 185 exemplaires, 151 véhicules diesel et 34 véhicules GNV, son concurrent, l'Agora L, sous Renault Trucks, se sera vendu à 604 exemplaires diesel et seulement 15 exemplaires GNV.

#### Depuis la fin du modèle: réforme de la plupart des exemplaires
En 2005, un GX 417 GNV de Nancy, est réformé à la suite d'un incendie du moteur, probablement dû au turbocompresseur. Quelques véhicules ont été réformés prématurément puisqu'ils ont subi des incendies notamment à cause du turbo. Depuis 2010, de nombreux exemplaires ont été réformés. En novembre 2014, l'entièreté des GX 417 GNV, appartenant à Transdev Nancy, sont réformés après 14 ans de service, ces véhicules ont connu de nombreux problèmes de fiabilité notamment des casses du turbo et des fuites dans les bonbonnes de gaz. Ces véhicules sont remplacés par des véhicules plus récents.
En 2017, seuls trois réseaux possèdent encore des GX 417 diesel, il en reste 18 à Nantes, 15 à Caen, la plupart roulent très peu et 2 à Quimper ; cette année-là un exemplaire de la TAN est sauvegardé par Association Omnibus Nantes. En 2018, un exemplaire de la TAN est récupéré par une association humanitaire et l'un des deux GX 417 de la QUB (no 205) est réformé et vendu dans le Grand Est puis transformé en restaurant. En 2019, l'entièreté des exemplaires de Caen, soit 15 véhicules, sont réformés. En février 2020, le dernier exemplaire de la TAN à Nantes (no 863) est réformé et détruit. Depuis seul un exemplaire est encore en service commercial en France, il s'agit du second GX 417 du réseau QUB, le no 206, ancien véhicule de démonstration en service depuis juin 1999 et circulant dans les rues de Quimper depuis septembre 1999. Ce dernier exemplaire devait être réformé fin 2020/début 2021 mais finalement à la suite d'un changement de municipalité et de la commande d'autobus articulés GNV, le véhicule devrait être réformé normalement en décembre 2021 voire un peu au-delà en cas de retard de livraison. Le directeur du réseau de transport quimpérois annoncé que le véhicule serait réformé durant l'été 2022 bien que le nouvel Iveco Urbanway soit en service et qu'il est subi une casse du turbo et de la pompe à huile, bien que celui-ci fut réparé.

### Chronologie du véhicule
- 1995 : lancement du GX 417.
- novembre 1999 : présentation du GX 417 GNV aux XVIIes rencontres nationales du transport public.
- 2000 : arrêt définitif du modèle.
- Depuis 2020 : seul le réseau QUB de Quimper (1 exemplaire, no 206) exploite encore du Heuliez GX 417, commercialement.

### Résumé du GX 417
| Générations                      | Production      | Dérivés de chez Heuliez Bus | Modèles similaires                                  |
| -------------------------------- | --------------- | --------------------------- | --------------------------------------------------- |
| Heuliez Bus GX 417 (1995 - 2000) | 185 exemplaires | GX 117 ; GX 217 ; GX 317    | Renault/Irisbus Agora L ; Mercedes-Benz Citaro G C1 |

## Générations

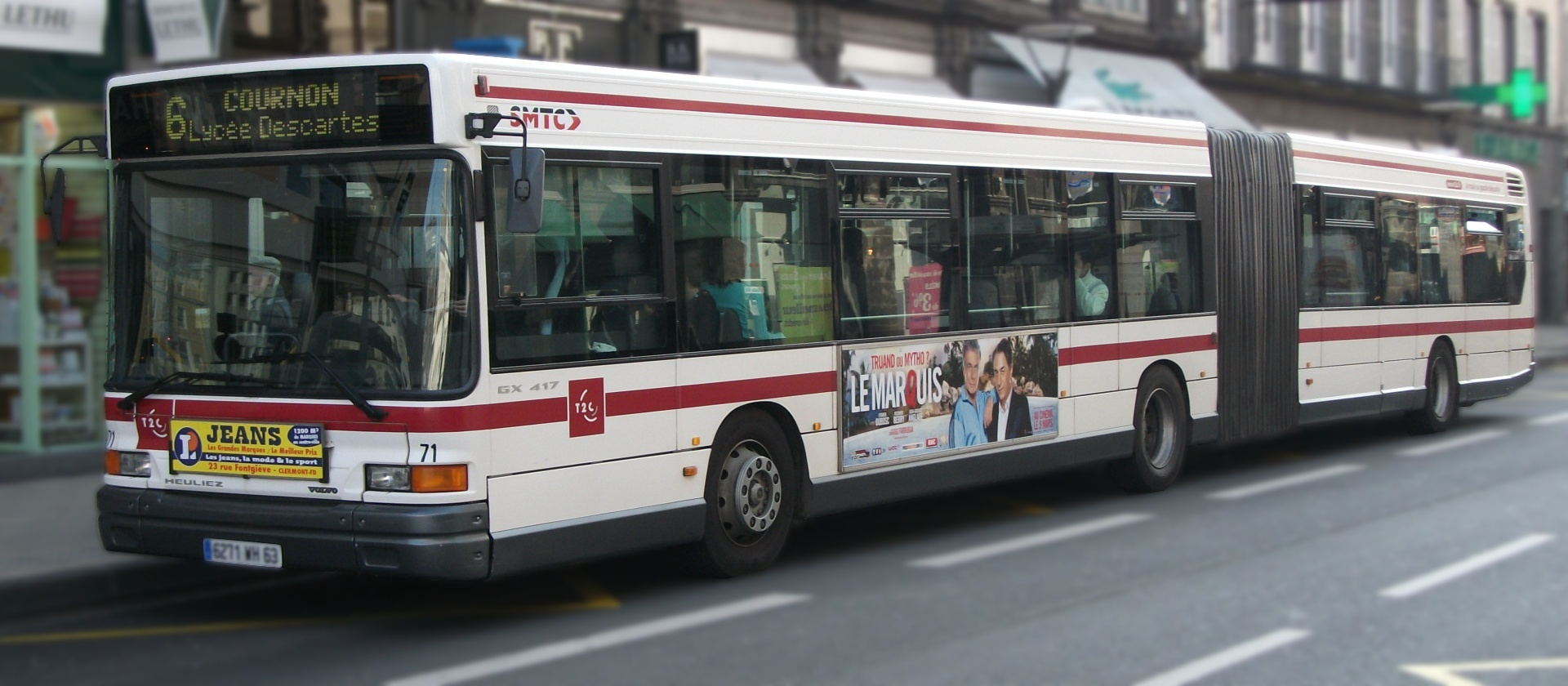
Heuliez GX 417 Diesel.

Le GX 417 a été produit avec une seule génération de moteur Diesel : 
- Euro 2 : construits de 1995 à 2000.

Il a été proposé à la vente dès 1999 avec un moteur au GNV, nommé GX 417 GNV. On peut remarquer que le modèle GNV a une "longue bosse" sur le toit pour les bouteilles de gaz.

## Les différentes versions
- Heuliez Bus GX 417 Access'Bus : équipé d'un moteur Diesel ; 151 exemplaires.
- Heuliez Bus GX 417 GNV Access'Bus : équipé d'un moteur au gaz ; 34 exemplaires.

## Caractéristiques

### Dimensions
|                              | Heuliez Bus GX 417 Diesel           | Heuliez Bus GX 417 GNV               |
| ---------------------------- | ----------------------------------- | ------------------------------------ |
| Longueur                     | 17 960 mm                           | 17 960 mm                            |
| Largeur (sans rétroviseurs)  | 2 500 mm                            | 2 500 mm                             |
| Hauteur (sans climatisation) | 2 900 mm                            |                                      |
| Empattement                  | 5 720 mm                            | 5 720 mm                             |
| Porte-à-faux                 | 2 655 mm (avant) 3 330 mm (arrière) | 2 655 mm (avant) 3 330 mm (arrière)  |
| Rayon de braquage            | 11 690 mm                           | 11 690 mm                            |
| Angle d’attaque / Fuite      |                                     |                                      |
| Masse à vide*                | 17 000 kg environ                   | 17 000 kg environ                    |
| P.T.A.C.                     | 28 000 kg                           | 28 000 kg                            |
| Capacité*                    | 155 maxi environ                    | 155 maxi environ                     |
| Portes                       | 3 ou 4                              | 3 ou 4                               |
| Hauteur du plancher          | 340 mm                              | 340 mm                               |
| Réservoir à combustible      | Diesel : 350 l                      | GNV : 11 bouteilles de 126 = 1 386 l |

* = variable selon l'aménagement intérieur.

### Motorisations
Le GX 417 a eu deux motorisations au fil des années de sa production dont une en diesel et une au gaz. Plus aucune n'est disponible car plus commercialisée.
- Du côté du moteur Diesel[4] :
  - le Volvo DH 10 A (Euro 2) six cylindres en ligne de 9,6 litres avec turbocompresseur développant 285 ch.
- Du côté du moteur au gaz[4] :
  - le Volvo GH 10 B (Euro 2) six cylindres en ligne de 9,6 litres avec turbocompresseur développant 285 ch.

| Modèle              | Construction | Moteur + Nom                       | Norme Euro | Cylindrée         | Performance                  | Couple               | Vitesse maxi | Consommation + CO2    |
| GX 417 (ZF - VOITH) | 1995 - 2000  | 6 cylindres en ligne Volvo DH 10 A | Euro 2     | 9 600 cm3 (9,6 L) | 209 kW (285 ch) à ... tr/min | ... N m à ... tr/min | ... km/h     | ... l/100 km ... g/km |

| Modèle                  | Construction | Moteur + Nom                       | Norme Euro | Cylindrée         | Performance                  | Couple               | Vitesse maxi | Consommation + CO2    |
| GX 417 GNV (ZF - VOITH) | 1999 - 2000  | 6 cylindres en ligne Volvo GH 10 B | Euro 2     | 9 600 cm3 (9,6 L) | 209 kW (285 ch) à ... tr/min | ... N m à ... tr/min | ... km/h     | ... l/100 km ... g/km |

### Châssis et carrosserie

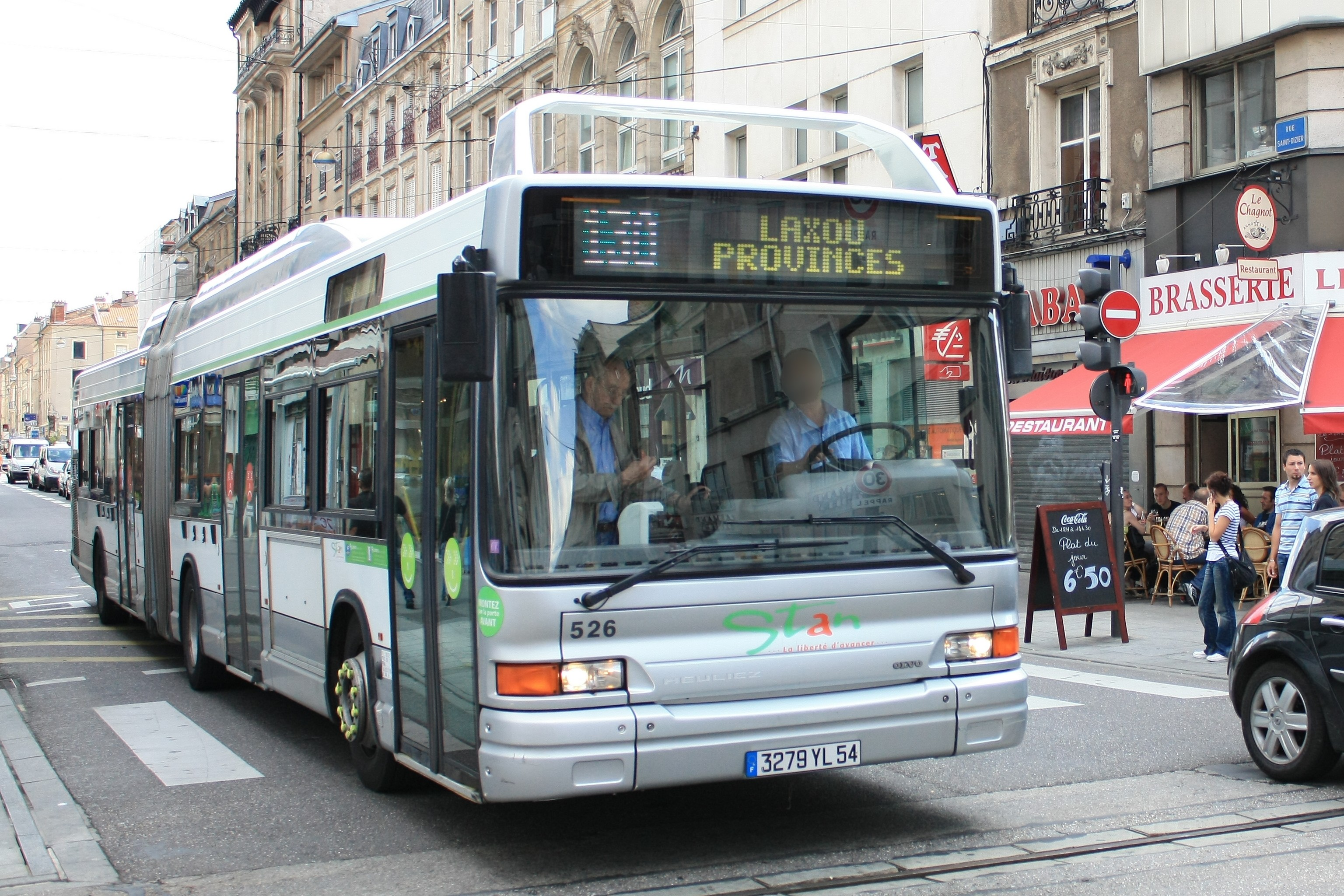

Il a été construit sur le châssis du Volvo B10L. Les ossatures d'Heuliez font appel à des tubes et profilés en acier inoxydable et des matériaux composites pour la carrosserie et la face avant.

### Options et accessoires
- Vitres athermiques.
- Rampe et un emplacement pour les fauteuils roulants.
- Trappes de toit électrique.
- Aménagements intérieurs.